# 鄭釭
鄭釭，元朝地方官员，真定灵寿人。郑温的第二子。
鄭釭有智谋韬略，在元朝官至龙兴路（治今江西省南昌市）同知、廬州路（治今安徽省合肥市）总管，擢升为枢密院判官，在各个官任上都有良好的名声。他的大哥郑钦，以父功授为右卫亲军千户，转任利用监丞。郑钦子郑克谌，郑克谌子郑惟知，郑惟知子郑彬，世袭千户。三弟鄭銓代郑钦为右卫千户。四弟郑镛，官至靖江路总管府同知，为政崇尚平恕，被百姓称道。